# Tiu
Tiu fue un gobernante del Periodo protodinástico de Egipto que reinó en el delta del Nilo. Los nombres que han perdurado de estos gobernantes, son: ...Pu, Seka, Jaau, Tiu, Tyesh, Neheb, Uadynar, Mejet, y ...A.
Otras grafías de su nombre, en otros idiomas: Tau, Teyew, Tiou.
Es mencionado en cuarto lugar en la Piedra de Palermo, una inscripción pétrea que contiene los nombres de varios mandatarios predinásticos del Bajo Egipto. No existen más registros sobre su persona o reinado.

## Titulatura
| Titulatura | Jeroglífico | Transliteración (transcripción) - traducción - (referencias) |

|  |

|  |

|  |

|  |

|  |

|  |

|  |

|  |

### Citas
1. ↑  Breasted 1909, op. cit. pág. 36.
2. ↑  Breasted 1906, op. cit. sec. 90.
3. ↑  Schneider 2002: op. cit. pág. 299.
4. ↑  Piedra de Palermo.